# Tulasi Barba
Tulasi Barba – gaun wikas samiti w środkowej części Nepalu w strefie Narajani w dystrykcie Parsa. Według nepalskiego spisu powszechnego z 2001 roku liczył on 498 gospodarstw domowych i 3522 mieszkańców (1704 kobiet i 1818 mężczyzn).